# 矢野橋村

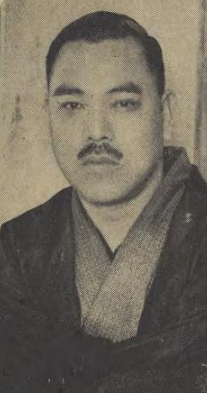
矢野橋村

矢野 橋村（やの きょうそん、1890年（明治23年）9月8日 - 1965年（昭和40年）4月17日）は、日本画家。愛媛県越智郡（現今治市）出身。本名一智、別号「知道人」。晩年、日本南画院の設立に関わった。

## 略歴
1890年（明治23年）9月8日、愛媛県越智郡に生まれる。大阪陸軍造兵廠にて勤務中に左手首切断の負傷を負う。その後南画家を志し永松春洋へ師事し、右手一本で創作活動を行う。
1914年（大正3年）、第8回文展にて「湖山清暁」が褒章を受賞。1919年（大正8年）、直木三十五、福岡青嵐らと「大阪文化の抜本的改革を提唱する美術・文学・哲学などを文化総体として捉えた研究団体」として主潮社を結成、毎年東京と大阪で個展を開催する。1921年（大正10年）には三井飯山、河野秋邨、小室翠雲、池田桂仙、水田竹圃などと共に日本南画院を設立。1923年（大正12年）、関東大震災発生のため主潮社展覧会が断絶。翌1924年（大正13年）、当時の大阪に美術を学ぶ学校が存在しなかったことから、33歳にして大阪市天王寺区に私立大阪美術学校を設立、校長に就任し自ら教鞭を取り、全国から南画家が結集し発表と研究の場を得た。大阪美術学校は昭和四年に牧野村大字渚字御殿山（現・枚方市）に移転。橋村は校舎に併設した美術館「大来館」を住まいとした。
1927年（昭和2年）第8回帝国美術展覧会（帝展）特選、翌1928年（昭和3年）第9回帝展でも特選。1934年（昭和9年）には大阪府史跡名勝天然記念物調査委員を依嘱される。
1939年（昭和14年）乾坤社主宰、創立。同年3月1日、大阪陸軍兵器支廠禁野倉庫にて29回の大爆発を発生する事故があり、近在していた大阪美術学校が甚大な延焼被害を受けた。1942年（昭和17年）大阪日本画家報国会結成、理事長に就く。1944年（昭和19年）、太平洋戦争の激化に伴い生徒の招集・徴用によって学校運営が困難となる中、陸軍により大阪美術学校施設が接収され廃校となった。橋村の活躍と大阪美術学校の存在は学校跡地に建設された後の御殿山美術センター（現御殿山生涯学習美術センター）開設に大きく貢献するものと考えられている。
1950年（昭和25年）大阪府芸術賞受賞。同年、主潮社復活。1958年（昭和33年）第13回改組日展にあたって日展評議員就任。1959年（昭和34年）大阪市民文化賞受賞。1960年（昭和35年）日本南画院創立、副会長に就任。1961年（昭和36年）、第17回日本芸術院賞受賞。1964年（昭和39年）日本南画院会長。
1965年（昭和40年）4月17日、脳出血のため大阪府豊中市の自宅にて死去、74歳没。同日付で従五位・勲四等瑞宝章が追贈された。同年、第8回日展に遺作「百丈野狐」が出品された。

## 著書
- 矢野橋村『浦上玉堂』中央美術社、1926年、33頁。全国書誌番号:42030291。
- 矢野橋村『南画初歩』創元社、1965年、19頁。全国書誌番号:65006296。
- 矢野橋村『矢野橋村名作選集』清文堂出版、1975年。

## 評価
「その精力的な活動を基盤に、大正中期に直木三十五や福岡青嵐などの参画を得て、大阪文化の抜本的改革を提唱する美術・文学・哲学などを文化総体として捉えた研究団体「主潮社」の発起や日本南画院の評議員としても活躍した」との評価がある。